# BIOS
BIOS означава Basic Input/Output System (основна входно-изходна система) и представлява малък програмен код, който се изпълнява при стартирането на компютъра. Записан е в чип, разположен на дънната платка. Грижи се за много от хардуерните устройства като монитор, хард диск, флопи, DVD/CD устройство. Друга негова функция е да намери и стартира операционната система на компютъра. Съдържа част от данните, необходими за конфигурирането на хардуера.
BIOS-ът може да се настрои и така, че да стартира операционна система само след въвеждане на парола, с която да се ограничи достъпа до настройките му, с оглед предотвратяване на неправилна употреба и срив в системата. Той се грижи за часовника на компютъра и за проверката на хардуера чрез самодиагностика със специална програма POST, която проверява правилната работа на всички устройства. Ако открие грешка, BIOS издава определен сигнал в зависимост от компютъра, който спомага за локализирането и отстраняването на проблема. Стандартно сигналите се чуват от високоговорителя и може да са само кратко, само дълго или смесено писукане, като комбинацията и броят им определя вида на съответната грешка. BIOS-ът по принцип е записан на ROM памет, но невинаги. Първите BIOS чипове са върху ROM памет, която не позволява презапис. С времето навлизат чипове EPROM с малко прозорче отгоре, което нормално е закрито и когато лепенката се махне, позволява презапис с цел ъпгрейд. Това става като чипът се осветява с ултравиолетова светлина, която изтрива записа и позволява нов запис със специално устройство, наречено програматор. В повечето съвременни компютри BIOS-ът вече рядко се среща върху ROM или EPROM, което го прави енергозависим, заради което в компютъра се поставя батерия, която го поддържа, докато не работи, за да не се изтрие. Тези нови чипове с BIOS се наричат EEPROM и позволяват електронно четене и запис, чрез което чипът може лесно да бъде ъпгрейдван за подобряването му или отстраняване на грешки. BIOS като цяло е най-важният софтуер на един компютър, понеже без него е невъзможно зареждането на която и да е операционна система, затова при него контролът относно дефекти в кода е много строг.

## Конфигуриране
Оригиналният BIOS на IBM PC и XT няма интерактивен потребителски интерфейс. Когато автоматичният тест при стартиране (power-on self-test)(POST) не стигне до успешен край, на монитора се показват или кодове за грешки и съобщения, или се генерират серии от звуци за грешки (beep codes). BIOS версиите на ранните персонални компютри не подлежат на софтуерна конфигурация, но потребителите могат да променят настройките чрез превключватели (DIP switches) на дънната платка и поставяне на допълнителни платки. Откъм средата на деветдесетте години на XX век BIOS започва да включва сервизна програма „BIOS configuration utility“ (BCU) или „BIOS setup utility“ – инструментален софтуер, достъпен чрез натискане на комбинации от клавиши. Тя позволява на потребителя да конфигурира системата чрез интерактивно меню, контролирано чрез клавиатурата. В периода на употреба на IBM-съвместимите компютри с процесори 80286, настройките на BIOS се съхраняват в енергонезависима памет (CMOS RAM chip), поддържана с батерия. Тези настройки: вид на видеокартата, размер на оперативната памет и параметри на твърдия диск, могат да се конфигурират само със специална програма, стартирана от дискета („reference diskette“). Дискетата се предоставя с компютъра и ако бъде изгубена, системните настройки не могат да бъдат променени. Същото е при компютри от EISA, за които програмата за конфигурация била EISA configuration utility (ECU).
При по-късните компютри от клас 386 сервизната програма за настройка на BIOS се включва в самия ROM чип; при тези компютри зареждането на сервизната програма става само в случай на натискане на определена клавишна комбинация, в противен случай продължава изпълнението на процеса по стартиране.
Съвременните сервизни програми за конфигурация на BIOS имат текстов или графичен потребителски интерфейс и са достъпни с натискане на определена клавишна комбинация при стартирането на компютъра. Обикновено това е съобщено на екрана за кратък период от време, например „Press DEL to enter Setup“. Настройките на BIOS обикновено включват:
- Конфигуриране, включване или изключване на хардуерните компоненти;
- Сверяване на системния часовник;
- Избор на реда на стартиране на устройствата (зареждане на операционната система);
- Задаване на пароли.

|  | Тази страница частично или изцяло представлява превод на страницата BIOS в Уикипедия на английски. Оригиналният текст, както и този превод, са защитени от Лиценза „Криейтив Комънс – Признание – Споделяне на споделеното“, а за съдържание, създадено преди юни 2009 година – от Лиценза за свободна документация на ГНУ. Прегледайте историята на редакциите на оригиналната страница, както и на преводната страница, за да видите списъка на съавторите. ВАЖНО: Този шаблон се отнася единствено до авторските права върху съдържанието на статията. Добавянето му не отменя изискването да се посочват конкретни източници на твърденията, които да бъдат благонадеждни. |